# Абдуллаев, Аликузу Мухтар оглы
Аликузу Мухтар оглы Абдуллаев (азерб. Əliquzu Muxtar oğlu Abdullayev; 10 марта 1928, Ганджинский уезд — 29 января 2006, Шамкирский район) — советский азербайджанский виноградарь, Герой Социалистического Труда (1955).

## Биография
Родился 10 марта 1928 года в селе Тазакенд (по другой версии — Караджамирли) Гаджинского уезда Азербайджанской ССР (ныне Шамкирский район).
С 1940 года — рабочий, с 1947 года — бригадир виноградарского совхоза имени Азизбекова Шамхорского района. С 1947 по 1959 год бригада Аликузу Абдуллаева ежегодно перевыполняла план по сбору винограда, под его руководством были заложены новые виноградники.  
Указом Президиума Верховного Совета СССР от 16 мая 1955 года за получение высоких урожаев винограда в 1953 году на поливных виноградниках Абдуллаеву Аликузу Мухтар оглы присвоено звание Героя Социалистического Труда с вручением ордена Ленина и золотой медали «Серп и Молот».
Активно участвовал в общественной жизни Азербайджана. Член КПСС с 1961 года. В 1955 году избран депутатом Тазакендского сельсовета. Депутат Верховного Совета Азербайджанской ССР 5-го созыва.
В 2002 году удостоен Персональной стипендии Президента Азербайджанской Республики.
Скончался 29 января 2006 года в селе Тазакенд Шамкирского района.